# 欖口園
欖口園（英語：Lam Hau Yuen），是一條位於香港新界元朗區的寮屋村，欖口園的範圍在公園南路、欖口村路、元朗公路和山下路之間。

## 歷史
欖口園與原居民村欖口村相鄰，因而得名。欖口村與水牛嶺之間原有大片由屏山鄧氏擁有的稻田。戰後，內地難民湧港，水牛嶺南麓和欖口嶺周邊發展成欖口園木屋區。
2020年代初，元朗南發展計劃啟動，需收回欖口園地皮。欖口園村民抗議無果，該村於2024年起分階段被清拆。